# Johann Vaillant

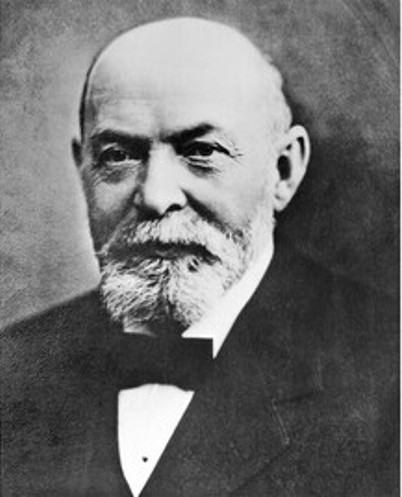
Johann Vaillant

Johann Friedrich Vaillant (* 27. April 1851 in Kaiserswerth, mittlerweile ein Stadtteil von Düsseldorf; † 11. März 1920 in Remscheid) ist der Gründer des Familienunternehmens Vaillant, das heute Komponenten, Geräte und Systeme auf dem Gebiet der Heiztechnik herstellt.

## Leben
Johann Vaillant wurde im Jahre 1851 als zehntes Kind des Schneidermeisters Franz Theodor Vaillant und dessen Ehefrau Maria, geb. Goetzen geboren.
Er machte sich im Jahre 1874 in Remscheid selbständig, indem er verkündete, dass er sich „als Kupferschläger und Pumpenmacher etabliert habe“.
Johann Vaillant erhielt 1894 das Patent für seine Erfindung, den Badeofen als „geschlossenes System“, in dem das Wasser „sauber und sicher“ erhitzt wurde. Damit kreierte er einen neuen Markt; ihm war es als Erstem gelungen, Wasser indirekt zu beheizen, ohne dass es mit dem Heizgas in Berührung kam. Das hatte gegenüber dem offenen System den Vorteil, dass es möglich war, die Wassertemperatur zu regeln.
Damit begann der rapide Aufschwung des jungen Unternehmens. Vaillant entwickelte sich vom Handwerksbetrieb zum Produktionsunternehmen. Die Absatzerfolge in Deutschland und steigende Exporte in bald alle Länder Europas machten 1897 den Umzug von der ersten kleinen Werkstatt zu einem größeren Betriebsgelände notwendig.
Der Unternehmensgründer hatte die Vision, sich als Markenanbieter zu profilieren: 1899 meldete er die Marke „Osterhase im Ei“ als Schutzmarke an, die fortan die Produkte und Kataloge des Unternehmens zierte. Heute ist der Vaillant-Hase die bekannteste Heiztechnikmarke Europas. 2006 kannten 68 % der deutschen Verbraucher das Symbol.
Im März 1920 verstarb er im Alter von 68 Jahren in Remscheid.